# 公安机关 (中华人民共和国)
公安机关，或称公安部门，简称公安，是中华人民共和国中央和地方各级人民政府管理的负责公共安全事务的行政执法部门，是公安机关人民警察的管理机构。但也行使部分非警务的行政许可职能，如户籍管理、特种行业管理等。

## 职权
1. 预防、制止和侦查违法犯罪活动；
2. 防範、打击恐怖活动；
3. 维护社会治安秩序，制止危害社会治安秩序的行为；
4. 管理交通、消防、危险品；
5. 管理户籍、居民身份证、国籍、入境事务和外国人在中国境内居留、旅行的有关事务；
6. 管理边境治安秩序；
7. 警卫国家规定的特定人员、守卫重要场所和设施；
8. 管理集会、游行和示威活动；
9. 监督管理公共信息网络安全监察工作；
10. 指导和监督国家机关、社会团体、企业事业组织和重点建设工程的治安保卫工作，指导治安保卫委员会等群众性治安保卫组织的治安防範工作

## 规章制度

### 编制
- 国务院设公安部
  - 省、自治区设置公安厅；
    - 市（包括直辖市、副省级城市、地级市、县级市）、县、旗设公安局，盟、地区设公安处；
      - 市辖区设公安分局；
        - 县行政区公安局和市辖区公安分局下设公安派出所。

此外，中国民用航空局公安局和海关总署缉私局等行业系统人民警察列入公安部序列，接受同级行业行政主管部门和公安部门的双重领导。

## 名称来源
公安局、派出所，都是民國初年来自日文的和制汉语词汇，日文是从法国大革命的公安委员会转译。
北伐战争前，广东国民政府治下设有“广州市公安局”，是1927年广州四一五事变捕杀当地共产党与国民党左派的主要武力。1927年，南京国民政府成立，改内务部为内政部，内设警政司，警察厅一律改称公安局。1936年改为旧称，仍名首都警察厅及各省警务处、警察局，自此成为定制。

## 争议
习近平出任中共中央总书记后，在有关侨务工作的论述中倡议公安机关国际化，以提供华人华侨公安服务等需求。随后，中华人民共和国各省市的公安局在海外设立了“海外110”平台，但被人权组织“保护卫士”指控其为中国共产党从事骚扰与噤声中国异议人士、收集情报等活动。
2023年4月17日，美国司法部宣布逮捕两名涉嫌代表福州市公安局在纽约曼哈顿唐人街开设海外警察站的美国公民，涉嫌协助中国政府执行各种针对异见人士的秘密任务。2024年4月16日，人权组织“保护卫士”发布了调查报告《追逐“猎狐行动”》(Chasing Fox Hunt)，披露习近平当局正在扩大非法的海外警务行动，跨国镇压异议人士，实施所谓的跨境追捕遣返。报告根据中共中央纪委的正式书面法律解释，带领读者了解这些行动的幕后事情。